# فيك فرانك
فيك فرانك (بالإنجليزية: Vic Frank)‏ هو منافس ألعاب قوى أمريكي، ولد في 1927 في فيلادلفيا في الولايات المتحدة، وتوفي في 6 أبريل 2010.

## وصلات خارجية
- فيك فرانك على موقع أوليمبيديا (الإنجليزية)